# 石原昭久
石原 昭久（いしはら あきひさ、1966年2月10日 - ）は、日本のバレーボール指導者。

## 来歴
埼玉県新座市出身。練馬区立大泉学園中学校、関東高（現・聖徳学園高）、東海大学を経る。
1990年にイトーヨーカドープリオールのコーチに就任。1995年にはペルー共和国のユース代表監督に就任。
2000年にイトーヨーカドーの監督に就任し、第49回黒鷲旗大会準優勝に導く。2001年の武富士バンブーへの全体移籍後も監督を続投し、Vリーグで上位争い・優勝争いに導く。2009年5月に廃部となるまで監督を務める。
2009年7月1日にJTマーヴェラスの監督に就任し、2010/11Vプレミアリーグ初優勝に導く。2013年5月退任。
2014年8月、主に9人制で活動している群馬銀行（後に群馬銀行グリーンウイングス）の監督に就任。チームは躍進し、2015年の6人制移行とVリーグ準加盟、2018年のVリーグ機構入社（V2参入）を経て、2019-20シーズンにV2優勝を果たした。2019-20シーズンをもって勇退。
2021年、埼玉上尾メディックスのスカウトに就任した。

## 所属チーム
- イトーヨーカドープリオール コーチ（1990-1995年）
- ペルー共和国ユース代表 監督（1995-1997年）
- イトーヨーカドープリオール 監督（2000-2001年）
- 武富士バンブー 監督（2001-2009年）
- JTマーヴェラス 監督（2009-2013年）
- 群馬銀行グリーンウイングス 監督（2014-2020年）
- 埼玉上尾メディックス スカウト（2021年-）